# نی‌هایزوم
نیژوهیزوم (به هلندی: Nijhuizum) یک منطقهٔ مسکونی در هلند است که در سودوست-فریسلان واقع شده‌است. نیژوهیزوم ۵۵ نفر جمعیت دارد.